# 温特巴赫 (西南普法尔茨县)
温特巴赫（德語：Winterbach，發音：[ˈvɪntɐˌbax]）是德国莱茵兰-普法尔茨州西南普法尔茨县的市镇，总面积7.03平方千米，2023年12月31日总人口为517人。